# Piroxicam
Il piroxicam è un farmaco anti-infiammatorio non steroideo della classe degli oxicam, inibitore reversibile non selettivo delle ciclossigenasi. Come per gli altri FANS, l'inibizione della ciclossigenasi comporta una riduzione della produzione dei mediatori dell'infiammazione quali prostaglandine e prostacicline.
Ad alte dosi il piroxicam è inoltre in grado di inibire la migrazione leucocitaria e la leucopoiesi.

## Farmacocinetica
Il piroxicam può essere somministrato per via orale, sublinguale (azione più rapida) o sotto forma di gel per terapia topica. La biodisponibilità orale è variabile e influenzata dalle condizioni di riempimento e motilità del tratto gastrointestinale. Il piroxicam ha la peculiarità di essere lentamente metabolizzato e altrettanto lentamente eliminato dai reni; queste proprietà comportano un'emivita plasmatica tale da permettere la monosomministrazione giornaliera.
Durante l'allattamento il piroxicam viene escreto nel latte materno (1-3% della dose assunta dalla madre), ma le quantità di farmaco a cui viene esposto il neonato risultano minime .

## Usi clinici
Il piroxicam è indicato solo nella terapia sintomatica di osteoartriti, artrite reumatoide e spondilite anchilosante. È comunque da considerarsi non un farmaco di prima scelta.

### Effetti avversi
Circa il 30% dei soggetti che fanno uso di piroxicam sviluppano effetti avversi che comprendono:
- vertigini
- acufeni
- cefalea
- sintomi gastrointestinali
- eruzioni cutanee.

Inoltre, una somministrazione di più di 20 mg/die di piroxicam comporta un aumento dell'incidenza di ulcera peptica e di emorragie del tratto gastrointestinale di 9.5 superiore rispetto agli altri FANS.
Inoltre, l'esposizione solare durante la terapia con piroxicam dovrebbe essere evitata a causa di fotosensibilizzazione.
In base ai dati epidemiologici e degli studi clinici disponibili non è possibile escludere per i FANS non selettivi un modesto incremento del rischio assoluto per eventi trombotici (attacco cardiaco e stroke), soprattutto quando somministrati ad alte dosi e per tempi prolungati. A questo proposito le raccomandazioni del Comitato Scientifico per l'uso dei medicinali umani dell'EMEA (CHMP) per i FANS non selettivi, incluso quindi il piroxicam, prevedono:
- la somministrazione per via sistemica della dose efficace più bassa e per il minor tempo possibile per il controllo dei sintomi
- una scelta dell'antinfiammatorio non steroideo basato sul profilo di sicurezza della singola molecola e sui fattori di rischio individuali del paziente [7].

L'assunzione di FANS durante le prime fasi della gravidanza è risultata associata ad un aumento del rischio di aborto, malformazione cardiaca, gastroschisi. Nell'ultimo trimestre di gravidanza i FANS possono causare nel feto tossicità cardiopolmonare (chiusura prematura del dotto arterioso e ipertensione polmonare), disfunzione renale che può evolvere verso l'insufficienza renale con oligo-idroamnios, e sia nel feto che nella madre aumentata incidenza di distocia e ritardo di parto, prolungamento del tempo di sanguinamento e, a dosi di farmaco anche molto basse, effetto antiaggregante . La FDA ha inserito il piroxicam in classe C per l'impiego durante la gravidanza; la classe C comprende i farmaci i cui studi sugli animali hanno rilevato effetti dannosi sul feto e per i quali non sono disponibili studi specifici sull'uomo, e i farmaci per i quali non sono disponibili studi né sull'uomo né sull'animale. La somministrazione di piroxicam in gravidanza deve essere riservata ai casi di effettiva necessità, dopo un'attenta valutazione dei rischi e dei benefici connessi all'uso del farmaco.